# James Wan
James Wan (Kuching, 26 febbraio 1977) è un regista, sceneggiatore e produttore cinematografico malese naturalizzato australiano.
È famoso soprattutto per aver creato e diretto numerosi film horror, dando il via a saghe di grande successo, come quelle di Saw, Insidious e The Conjuring.
Ha inoltre diretto i blockbuster Fast & Furious 7 (2015), Aquaman (2018) e il suo seguito Aquaman e il regno perduto (2023).

## Biografia
Nato in Malaysia da etnia cinese, Wan è cresciuto in Australia, dapprima a Perth e poi a Melbourne, dove ha frequentato Media al Royal Melbourne Institute of Technology, laureandosi nel 1998. A Melbourne stringe amicizia con Leigh Whannell, che sarà interprete e sceneggiatore di alcuni film della saga, dei quali Wan sarà produttore. 
Il suo nome è legato alla saga di film horror Saw, del quale ha diretto un primo cortometraggio nel 2004 come prova, per poi dirigere nello stesso anno il primo capitolo della saga, Saw - L'enigmista. A luglio 2009 è stato ufficializzato che Wan dirigerà e si occuperà della sceneggiatura della trasposizione cinematografica della serie di videogiochi Castlevania. Nel 2010 dirige Insidious, pellicola horror con protagonisti Patrick Wilson, Rose Byrne, Barbara Hershey e Lin Shaye che si rivela un grande successo e alla quale seguiranno un sequel, due prequel e un altro sequel.
Nel 2013 dirige L'evocazione - The Conjuring, primo capitolo di una saga di genere horror di grande successo di pubblico e critica. Protagonisti della pellicola sono Vera Farmiga e Patrick Wilson. Nello stesso anno è il regista di Oltre i confini del male - Insidious 2, secondo capitolo della saga iniziata con Insidious. Gli altri film della saga saranno diretti da altri registi. Il 10 aprile 2013 il regista Justin Lin annuncia la volontà di lasciare la serie Fast & Furious, rendendo noto anche che sarà Wan a dirigere Fast & Furious 7, film uscito nell'aprile 2015 e rivelatosi un grande successo di critica e di pubblico, diventando il sesto film di maggior incasso della storia del cinema. 
Nel 2016 dirige The Conjuring - Il caso Enfield, secondo capitolo dedicato alle indagini paranormali della coppia Ed e Lorraine Warren. Ad interpretare la coppia sono sempre Vera Farmiga e Patrick Wilson. Il 2 maggio 2017 iniziano le riprese di Aquaman, sesto film del DC Extended Universe con Jason Momoa come protagonista, uscito il 7 dicembre 2018 in Cina, il 21 dicembre 2018 in America e il 1º gennaio 2019 in Italia.
Nel 2019 annuncia di aver avviato la produzione di una serie tv su Dylan Dog, una co-produzione tra la sua società Atomic Monster e la Sergio Bonelli Editore. Wan ha dichiarato che per Bonelli Entertainment, la divisione che sviluppa i progetti cinematografici e televisivi basati sui personaggi della Sergio Bonelli Editore, i produttori esecutivi saranno Vincenzo Sarno e Giovanni Cova (QMI), con la supervisione di Michele Masiero e Simone Airoldi, mentre invece per Atomic Monster, i produttori esecutivi saranno James Wan stesso e Michael Clear, con la supervisione di Rob Hackett.

## Progetti vari
- Per poter dirigere il nuovo capitolo della saga Fast & Furious, Wan ha dovuto rinunciare alla regia dell'adattamento cinematografico della serie televisiva MacGyver, prodotto da New Line Cinema.[5][6]
- Nel 2012 sono circolate voci riguardo ad un possibile coinvolgimento di Wan in veste di regista nel reboot di Le avventure di Rocketeer[7][8].
- Nel 2014 è stato annunciato che Wan dirigerà l'adattamento della graphic novel da lui stesso creata intitolata Malignant Man.[9]
- Il 7 agosto 2015 è stato ufficializzato che Wan ha firmato con la New Line Cinema come produttore per un nuovo adattamento cinematografico di Mortal Kombat[10].
- Sempre nel 2015 viene scelto dalla Warner Bros. per dirigere l'adattamento cinematografico di Aquaman e dalla Sony Pictures Entertainment per dirigere l'adattamento di Robotech.[11]
- nel  2023 Wan annunciò di voler dirigere un adattamento de il richiamo di Chtulhu, basato sul romanzo di H.P. Lovecraft, annunciando però  volendo basarsi su una sceneggiatura molto fedele al racconto, realizzare il film potrebbe essere difficile

## Filmografia

### Regista
- Stygian (2000)
- Saw (2003) - cortometraggio
- Saw - L'enigmista (Saw) (2004)
- Dead Silence (2007)
- Death Sentence (2007)
- Insidious (2010)
- L'evocazione - The Conjuring (The Conjuring) (2013)
- Oltre i confini del male - Insidious 2 (Insidious: Chapter 2) (2013)
- Fast & Furious 7 (Furious 7) (2015)
- The Conjuring - Il caso Enfield (The Conjuring 2) (2016)
- Aquaman (2018)
- Malignant (2021)
- Aquaman e il regno perduto (Aquaman and the Lost Kingdom) (2023)

### Sceneggiatore
- Saw - cortometraggio (2003)
- Saw - L'enigmista (Saw) (2004)
- Saw III - L'enigma senza fine (Saw III), regia di Darren Lynn Bousman (2006)
- Dead Silence (2007) - soggetto
- Oltre i confini del male - Insidious 2 (Insidious: Chapter 2) (2013) - soggetto
- The Conjuring - Il caso Enfield (The Conjuring 2) (2016)
- Annabelle 3 (Annabelle Comes Home), regia di Gary Dauberman (2019)
- Megan (M3gan), regia di Gerard Johnstone (2023) - soggetto

### Produttore
- Saw II - La soluzione dell'enigma (Saw II), regia di Darren Lynn Bousman (2005)
- Saw III - L'enigma senza fine (Saw III), regia di Darren Lynn Bousman (2006)
- Saw IV (Saw IV), regia di Darren Lynn Bousman (2007)
- Saw V (Saw V), regia di David Hackl (2008)
- Saw VI (Saw VI), regia di Kevin Greutert (2009)
- Skeletons 2 - Senza una fine, regia di Scott Hughes (2009)
- Saw 3D - Il capitolo finale (Saw 3D), regia di Kevin Greutert (2010)
- Skeletons 3 - Trappola infernale (Skeletons 3 - Death Trap), regia di Jarreth Lewis (2010)
- Annabelle, regia di John R. Leonetti (2014)
- Insidious 3 - L'inizio (Insidious: Chapter 3), regia di Leigh Whannell (2015)
- Lights Out - Terrore nel buio (Lights Out), regia di David F. Sandberg (2016)
- The Conjuring - Il caso Enfield (The Conjuring 2), regia di James Wan (2016)
- Annabelle 2: Creation, regia di David F. Sandberg (2017)
- Saw Legacy (Jigsaw), regia di Michael e Peter Spierig (2017)
- Insidious - L'ultima chiave (Insidious: The Last Key), regia di Adam Robitel (2018)
- The Nun - La vocazione del male, regia di Corin Hardy (2018)
- Annabelle 3 (Annabelle Comes Home), regia di Gary Dauberman (2019)
- La Llorona - Le lacrime del male (The Curse of La Llorona), regia di Michael Chaves (2019)
- Spiral - L'eredità di Saw (Spiral: From the Book of Saw), regia di Darren Lynn Bousman (2021)
- Mortal Kombat, regia di Simon McQuoid (2021)
- The Conjuring - Per ordine del diavolo (The Conjuring: The Devil Made Me Do It), regia di Michael Chaves (2021)
- Malignant, regia di James Wan (2021)
- Megan (M3gan), regia di Gerard Johnstone (2023)
- Insidious - La porta rossa (Insidious: The red door), regia di Patrick Wilson (2023)
- The Nun II, regia di Michael Chaves (2023)
- Saw X, regia di Kevin Greutert (2023) - produttore esecutivo
- Aquaman e il regno perduto, regia di James Wan (2023)
- Le notti di Salem (Salem's Lot), regia di Gary Dauberman (2024)
- The Monkey, regia di Oz Perkins (2025)